# Imanol Alguacil
Imanol Alguacil Barrenetxea (Orio, 1971. július 4. –) spanyol labdarúgó, edző.

## Pályafutása

### Játékosként
A Real Sociedad akadémiáján nevelkedett, majd innen került a tartalékcsapathoz. 1990. szeptember 29-én mutatkozott be az első csapatban a Real Oviedo ellen 2–1-re elveszített élvonalbeli mérkőzésen. A következő szezontól állandó tagja lett az első csapatnak. 1992. szeptember 20-án megszerezte első bajnoki gólját az Albacete Balompié ellen. 1998-ban elhagyta a csapatot a kevés játéklehetőség miatt. Ezt követően a Villarreal játékosa volt egészen 2000 decemberéig, majd a Real Jaén játékosa lett. 2001 és 2003 között a Cartagena és a Burgos csapataiban játszott mielőtt visszavonult.
1994 és 1997 között három alkalommal lépett pályára a baszk labdarúgó-válogatott színeiben.

### Edzőként
2011. július 26-án visszatért nevelőegyesületéhez és az akadémián kezdett el dolgozni. 2013. június 17-én a Real Sociedad B csapatánál Asier Santana asszisztensének nevezték ki. 2014. november 27-én a csapat menedzserévé léptették elő, egészen 2018. március 19-ig. Ezt követően az első csapatnál elbocsájtották Eusebio Sacristánt és helyére Alguacilt nevezték ki ideiglenesen a csapat élére. Kilenc mérkőzésen irányította a csapatot és öt győzelmet szerzett a bajnokság hajrájában. Megbízatása lejártát követően visszatért a második csapat kispadjára, majd miután december 26-án Asier Garitano vezetőedzőt menesztették a Real Sociedad kispadjáról, újra Alguacilt nevezték ki a helyére.

## Edzői statisztika
2022. április 21-én lett frissítve.
| Csapat          | Nemzet        | –tól               | –ig                | Mérleg | Mérleg | Mérleg | Mérleg     | Mérleg | Mérleg | Mérleg | Mérleg |
| M               | GY            | D                  | V                  | RG     | KG     | GK     | Győzelem % |        |        |        |        |
| --------------- | ------------- | ------------------ | ------------------ | ------ | ------ | ------ | ---------- | ------ | ------ | ------ | ------ |
| Real Sociedad B | Spanyolország | 2014. november 28. | 2018. március 19.  | 130    | 52     | 40     | 38         | 176    | 146    | +30    | 40     |
| Real Sociedad   | Spanyolország | 2018. március 19.  | 2018. május 24.    | 9      | 5      | 1      | 3          | 15     | 7      | +8     | 55.56  |
| Real Sociedad B | Spanyolország | 2018. május 27.    | 2018. december 26. | 18     | 6      | 5      | 7          | 23     | 20     | +3     | 33.33  |
| Real Sociedad   | Spanyolország | 2018. december 26. | Jelenlegi          | 164    | 73     | 47     | 44         | 234    | 179    | +55    | 44.51  |
| Összesen        | Összesen      | Összesen           | Összesen           | 321    | 136    | 93     | 92         | 448    | 352    | +96    | 42.37  |